# Polygala pterolopha
Polygala pterolopha là một loài thực vật có hoa trong họ Polygalaceae. Loài này được Chodat miêu tả khoa học đầu tiên.